# 朝比奈町
朝比奈町（あさひなちょう）は、神奈川県横浜市金沢区の地名。「丁目」の設定のない単独町名である。住居表示未実施区域。

## 地理
金沢区の南西部の丘陵地にあり、侍従川の源流部となっている。西は鎌倉市に接しており、国の史跡である朝夷奈切通が通じる。北はみず木町、釜利谷町、釜利谷西、釜利谷南、高舟台、東は大道、東朝比奈、南は六浦町に接する。宅地開発された地域が住居表示の実施に伴い東朝比奈二丁目・三丁目、大道二丁目に編入されたため、現在の町域は南東部のごく一部を除き市街化調整区域となっている。

## 交通
横浜横須賀道路の朝比奈インターチェンジがある。また神奈川県道23号原宿六ツ浦線（環状4号線）が通過し、神奈川県道204号金沢鎌倉線の起点となっている。

## 歴史
もと鎌倉郡峠村と呼ばれ、鎌倉とその外港であった六浦湊を結ぶ経路となっていた。1889年町村制施行により現在の鎌倉市東部と合併し東鎌倉村（のち1894年に鎌倉町）大字峠となる。1897年に久良岐郡六浦荘村に移管。1936年合併により横浜市磯子区となり、同時に朝比奈町と改名される。

### 沿革
- 1936年（昭和11年）10月1日 - 六浦荘村の横浜市への編入により、大字峠の区域で朝比奈町を新設。横浜市磯子区朝比奈町となる[7]。
- 1948年（昭和23年）5月15日 - 行政区の再編に伴い、磯子区の一部から金沢区を新設し、横浜市金沢区朝比奈町となる[8]。
- 1966年（昭和41年）1月26日 - 土地区画整理事業（大道）[9]に伴い、朝比奈町の一部を六浦町に編入する[10]。
- 1980年（昭和55年）7月28日 - 住居表示（金沢区六浦第二次地区）[11]の実施に伴い、朝比奈町の一部を大道二丁目、東朝比奈二丁目、東朝比奈三丁目へ編入する[12]。
- 1984年（昭和59年）1月22日 - 町界町名地番整理事業に伴い、釜利谷町との境界を変更する[13]。
- 1993年（平成5年）10月18日 - 住居表示（金沢区釜利谷・大川第二次地区）[14]の実施に伴い、釜利谷町の一部を朝比奈町に編入する[15]。

## 世帯数と人口
2025年（令和7年）6月30日現在（横浜市発表）の世帯数と人口は以下の通りである。
| 町丁     | 世帯数  | 人口  |
| -------- | ------- | ----- |
| 朝比奈町 | 157世帯 | 348人 |

### 人口の変遷
国勢調査による人口の推移。
| 年                 | 人口 |
| ------------------ | ---- |
| 1995年（平成7年）  | 292  |
| 2000年（平成12年） | 361  |
| 2005年（平成17年） | 537  |
| 2010年（平成22年） | 529  |
| 2015年（平成27年） | 525  |
| 2020年（令和2年）  | 507  |

### 世帯数の変遷
国勢調査による世帯数の推移。
| 年                 | 世帯数 |
| ------------------ | ------ |
| 1995年（平成7年）  | 109    |
| 2000年（平成12年） | 137    |
| 2005年（平成17年） | 145    |
| 2010年（平成22年） | 136    |
| 2015年（平成27年） | 141    |
| 2020年（令和2年）  | 144    |

## 学区
市立小・中学校に通う場合、学区は以下の通りとなる（2024年11月時点）。
| 番・番地等 | 小学校               | 中学校             |
| ---------- | -------------------- | ------------------ |
| 全域       | 横浜市立朝比奈小学校 | 横浜市立大道中学校 |

## 事業所
2021年（令和3年）現在の経済センサス調査による事業所数と従業員数は以下の通りである。
| 町丁     | 事業所数 | 従業員数 |
| -------- | -------- | -------- |
| 朝比奈町 | 30事業所 | 519人    |

### 事業者数の変遷
経済センサスによる事業所数の推移。
| 年                 | 事業者数 |
| ------------------ | -------- |
| 2016年（平成28年） | 26       |
| 2021年（令和3年）  | 30       |

### 従業員数の変遷
経済センサスによる従業員数の推移。
| 年                 | 従業員数 |
| ------------------ | -------- |
| 2016年（平成28年） | 443      |
| 2021年（令和3年）  | 519      |

## 交通
- 横浜横須賀道路
  - 朝比奈インターチェンジ
- 神奈川県道23号原宿六ツ浦線
- 神奈川県道204号金沢鎌倉線

## 施設
- 熊野神社 (横浜市金沢区)

## その他

### 日本郵便
- 郵便番号 : 236-0034[3]（集配局：横浜金沢郵便局[25]）

### 警察
町内の警察の管轄区域は以下の通りである。
| 番・番地等 | 警察署     | 交番・駐在所 |
| ---------- | ---------- | ------------ |
| 全域       | 金沢警察署 | 大道交番     |